# William Warbrick
William Warbrick (6 de março de 1998) é um jogador de rugby sevens neozelandês.

## Carreira
Warbrick integrou a Seleção Neozelandesa de Rugby Sevens Masculino nos Jogos Olímpicos de Verão de 2020 em Tóquio, quando conquistou a medalha de prata após confronto com a equipe das Fiji na final.